# Aerenea subcostata
Aerenea subcostata là một loài bọ cánh cứng trong họ Cerambycidae.